# 스네이크 온 어 플레인
《스네이크 온 어 플레인》(영어: Snakes on a Plane)은 2006년 공개된 미국의 액션 스릴러 영화이다. 데이비드 R. 엘리스 감독이 연출하고 새뮤얼 L. 잭슨, 줄리애나 마귤리스 등이 출연하였다.

## 출연
- 새뮤얼 L. 잭슨
- 줄리애나 마귤리스
- 네이선 필립스
- 레이철 블랜처드
- 플렉스 알렉산더
- 키넌 톰프슨
- 키스 댈러스
- 서니 메이브리
- 린 셰이
- 테리 천
- 엘사 파타키
- 데이비드 케크너
- 보비 캐너발리
- 토드 루아이조
- 톰 버틀러
- 케빈 맥널티
- 테일러 키치
- 바이런 로슨

## 기타 제작진
- 배역: 민디 마린, 하이키 브랜드스태터, 코린 메이어스
- 미술: 제임스 힝클
- 세트: 에린 굴드, 메리루 스토리
- 의상: 캐런 L. 매슈스